# Burgwall Reddershof
Der slawische Burgwall von Reddershof, ein Ortsteil der Gemeinde Selpin im Landkreis Rostock, befindet sich westlich des Ortes. Der Gelände wird im Volksmund auch der „Burggarten“ genannt. Die Slawen legten ihre Burg auf einem natürlichen Geländesporn an, der in eine weite Niederung hineinragte. Einen Wall gab es vermutlich nur im Süden zur Landseite hin. Die restlichen Seiten waren nur mit einfacheren Palisaden oder Hecken geschützt. In welcher slawischen Zeitepoche diese Wehranlage einzuordnen ist, ist unbekannt, da bisher noch keine Ausgrabungen stattgefunden haben. Lesefunde deuten auf eine Fluchtburg, die in der alt- bis mittelslawischen Zeit des 8. bis 10. Jahrhunderts bestanden hat.